# Булатовский сельсовет
Булатовский сельсовет — сельское поселение в Куйбышевском районе Новосибирской области Российской Федерации.
Административный центр — село Булатово.

## История
Статус и границы сельского поселения установлены Законом Новосибирской области от 2 июня 2004 года № 200-ОЗ «О статусе и границах муниципальных образований Новосибирской области»

## Население
| 2002 | 2010 | 2012 | 2013 | 2014 | 2015 | 2016 |
| ---- | ---- | ---- | ---- | ---- | ---- | ---- |
| 1032 | ↘857 | ↘817 | ↗820 | ↘813 | ↘807 | ↘775 |
| 2017 | 2018 | 2019 | 2020 | 2021 |      |      |
| ↘766 | ↘764 | ↘740 | ↘728 | ↘695 |      |      |

## Состав сельского поселения
| № | Населённый пункт | Тип населённого пункта       | Население |
| - | ---------------- | ---------------------------- | --------- |
| 1 | Булатово         | село, административный центр | ↘487      |
| 2 | Новокаменево     | деревня                      | ↘80       |
| 3 | Омь              | аул                          | ↘290      |